# مائولن مامیروف
مائولن ساتمبایولی مامیروف (به قزاقی: Мәулен Сатымбайұлы Мамыров) (زادهٔ ۱۴ دسامبر ۱۹۷۰) کشتی‌گیر بازنشستهٔ اهل قزاقستان است که در دسته‌های ۵۲ و ۵۴ کیلوگرم کشتی آزاد رقابت می‌کرد. او برندهٔ مدال برنز المپیک ۱۹۹۶ آتلانتا، مدال برنز مسابقات قهرمانی کشتی جهان در ۱۹۹۷ و نیز مدال طلای بازی‌های آسیایی ۱۹۹۴ است. او همچنین قهرمان مسابقات قهرمانی کشتی آسیا در ۱۹۹۹ است.